# Kuifmanakin
De kuifmanakin (Ceratopipra cornuta; synoniem: Pipra cornuta) is een zangvogel uit de familie Pipridae (manakins).

## Verspreiding en leefgebied
Deze soort komt voor op de tepuis van zuidelijk Venezuela, westelijk Guyana en het uiterste noorden van Brazilië.

## Status
De grootte van de populatie is niet gekwantificeerd maar de soort wordt omschreven als vrij algemeen. Op de Rode lijst van de IUCN heeft deze soort de status niet bedreigd.